# Рысь (подводная лодка)
«Рысь» — подводная лодка российского императорского флота типа «Барс». Построена в 1913—1915 годах, входила в состав Балтийского флота. Участвовала в Первой мировой войне, служила в советском флоте до 1935 года.

## История службы
Заложена 3 июля 1914 года на заводе «Ноблесснер» в г. Ревеле. Спущена на воду 13 апреля 1916 года, 4 ноября того же года вступила в строй. Базировалась в Ревеле.
Принимала участие в Первой Мировой войне, совершила 6 боевых походов.
С 25 октября 1917 года — в составе Красного Балтийского флота.
В феврале 1918 года перешла из Ревеля в Гельсингфорс, в апреле 1918 года — в Кронштадт.
С 15 августа по 13 сентября 1918 года находилась в Шлиссельбурге, проходила учебно-боевую подготовку на Ладожском озере.
С 1919 по 1920 годы — в составе ДОТа, в 1921 году — в составе Морских сил Балтийского моря.
31 декабря 1922 года получила название «Большевик», с 15 сентября 1934 года — Б-3.
С 1935 года — в составе 2-й бригады подводных лодок Балтийского флота с базированием на Ленинград.

## Гибель
25 июля 1935 года во время учений в Финском заливе была таранена линкором «Марат» и затонула на глубине 52 м. Погибли 55 человек, в том числе группа курсантов. Полный список погибших был опубликован в газете «Пролетарская правда» от 1 августа 1935 года. По мнению историка С. С. Близниченко, непосредственным виновником гибели корабля стал нарком обороны СССР К. Е. Ворошилов, находившийся на мостике «Марата» (там же были начальник штаба Балтфлота И. С. Исаков, командир бригады линкоров Г. И. Левченко и командир корабля А. Ф. Леер), вмешавшийся в действия командира линкора и приказавший после получения доклада о пересечении курсов линкора и подлодки увеличить ход, чтобы побыстрее «проскочить» место пересечения курсов судов. Спасая наркома от ответственности, И. С. Исаков взял всю вину на себя и своих подчинённых, все трое моряков были понижены в должностях.
В том же 1935 году корпус подводной лодки был поднят спасательным судном ЭПРОН «Коммуна» и извлечённые из него останки погибших подводников были с воинскими почестями захоронены 4 августа 1935 года в братской могиле на городском кладбище в Кронштадте.
В 1951 году подлодка разделана на металл.

## Список командиров
- Введенский 1-й К. Е. (26.09.1916 — 07.04.1918)
- Таубе Г. Г. (1918)
- Оленицкий И. М. (врид, 04.1918 — 05.1918)
- Соколов М. Л. (01.06.1918 — 30.09.1918)
- Данюшевский В. Е. (30.09.1918 — 04.04.1919)
- Иконников А. А. (04.04.1919 — 1919)
- Берг А. И. (1919 — 12.1919)
- Лебедев А. Н. (1920—1922)
- Таубе Г. Г. (1922 — 01.02.1927)
- Витковский А. В. (врид, 25.02.1932 — 25.03.1932)
- Холостяков Г. Н. (01.1931 — 25.03.1932 — 10.1932 — 29.12.1932)
- Немирович-Данченко К. К. (26.10.1932 — 09.03.1935)
- Голоднов А. П. (14.11.1934 — 25.07.1935)